# مکالمه اروتیک

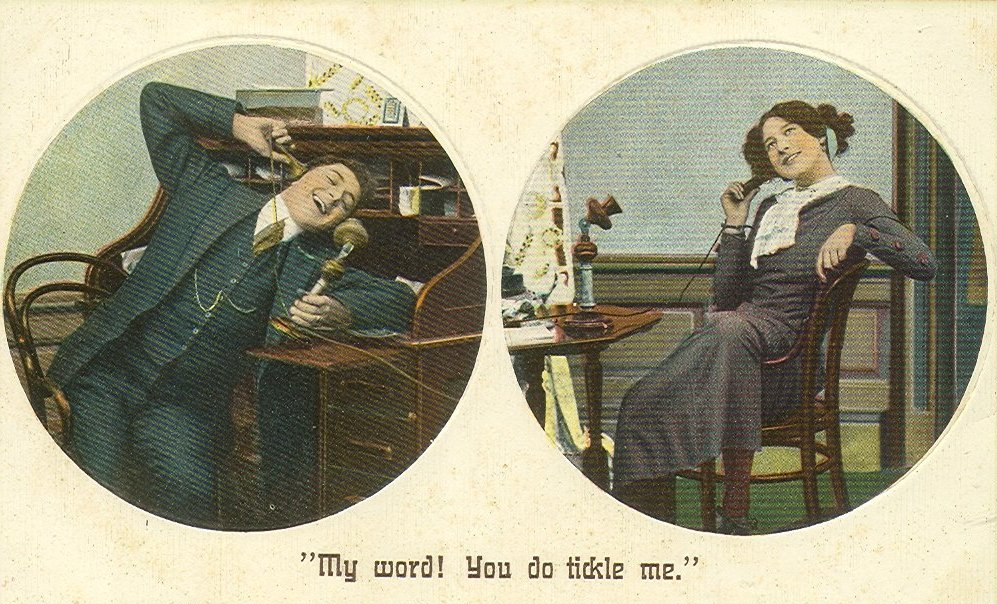
یک کارت پستال در سال ۱۹۱۰

صحبت شهوانی که ممکن است از اصطلاحاتی مانند گفتگوی عاشقانه، گفتگوی شرم‌آور یا گفتگوی کثیف نیز برای اشاره به آن استفاده شود، به معنی سخن رک و بی‌رودربایستی‌ای است که به منظور تشدید هیجان جنسی پیش یا پس (یا حتی به جای) از آمیزش جنسی فیزیکی، گفته می‌شود. این عمل اغلب در عشق‌بازی انجام می‌گیرد و ممکن است دربردارنده توصیفات و خیال‌پردازی‌های شهوانی، شوخی جنسی، دستورهای جنسی و دشنام‌گویی بشود. گفتگوی شهوانی می‌تواند از راه‌های زمزمه کردن در گوش شریک‌جنسی، صحبت با تلفن یا نوشته انجام شود.
گفتگوی شهوانی هنگامی که برقراری ارتباط فیزیکی ممکن نباشد، بخش مهمی از سکس مجازی، سکس تلفنی و سایبرسکس به‌شمار می‌آید.
مارکی دو ساد، که خود را متخصص در زمینه مسائل جنسی می‌دانست، در مقدمه کتاب ۱۲۰ روز در سودوم بیان کرد که «میان لیبرتین‌ها، عموماً این باور وجود دارد که شهوانی‌ترین حس‌ها از راه شنوایی مبادله می‌شوند» و به همین دلیل، صحبت شهوانی تحریک‌کننده‌ترین نوع ارتباط جنسی است. شناخته‌شده‌ترین شخصیت فیلم پورنو در این زمینه، شخصیت جک با بازیگری جان لسلی در فیلم با من کثیف حرف‌بزن است.